# Họ Lộc vừng
Họ Lộc vừng (danh pháp khoa học: Lecythidaceae) là một họ của khoảng 25 chi và 310-322 loài thực vật thân gỗ, chủ yếu là bản địa của vùng nhiệt đới Nam Mỹ và Madagascar.

## Hệ thống học
Theo nghiên cứu phân tích phân tử gần đây về họ Lecythidaceae của Scott A. Mori và ctv thì họ này chứa 3 phân họ:
- Foetidioideae (đồng nghĩa: Foetidiaceae). Phân bố tại Đông Phi, Madagascar, Mauritius. Chỉ bao gồm chi Foetidia với khoảng 17 loài[2].
- Planchonioideae (bao gồm cả họ Barringtoniaceae trước đây). Chỉ hạn chế trong khu vực nhiệt đới Cựu thế giới với 6 chi và 58 loài[2]. Chi đa dạng nhất là Barringtonia (40 loài).
- Lecythidoideae (bao gồm cả họ Lecythidaceae cũ, đồng nghĩa Gustaviaceae Burnett). Hạn chế trong khu vực nhiệt đới Tân thế giới với 10 chi và 215 loài[2]. Các chi đa dạng nhất là: Eschweilera (khoảng 100 loài), Gustavia (40 loài)

Trong nghiên cứu của Mori và ctv. năm 2007, họ coi 2 họ Napoleonaeaceae và Scytopetalaceae là các họ hàng gần gũi nhất của họ Lecythidaceae. Như thế họ Lecythidaceae chỉ chứa 17 chi và 290 loài. Tuy nhiên trên website của APG, truy cập ngày 14-5-2009 thì chúng vẫn được coi tương ứng là 2 phân họ trong họ Lecythidaceae. Cụ thể như sau:
- Napoleonaeoideae. Phân bố tại vùng nhiệt đới Tây Phi với 2 chi và 11 loài[2].
- Scytopetaloideae. Phân bố tại Tây Phi và Nam Mỹ (đông bắc Brasil) với 6 chi và 21 loài[2].

Thông tin chi tiết hơn về họ Lecythidaceae, đặc biệt là các đơn vị phân loại thuộc Tân thế giới, có thể tìm thấy tại trang về Lecythidaceae.
Các thành viên có tầm quan trọng lớn nhất trong họ này khi tính theo quy mô trong thương mại thế giới là dẻ Brasil (Bertholletia excelsa), có giá trị vì quả ăn được; dẻ thiên đường (Lecythis spp.) cũng cho quả ăn được.

## Danh sách các chi
- Foetidioideae:
  - Foetidia Comm. ex Lam., coi là thuộc Foetidiaceae[4].
- Planchonioideae:
  - Abdulmajidia Whitmore, coi là thuộc Barringtoniaceae nghĩa Takhtajan 1997 [4]
  - Barringtonia J.R.Forst. & G.Forst., coi là thuộc Barringtoniaceae[4] (bao gồm cả Butonica, Stravadium).
  - Careya Roxb., coi là thuộc Barringtoniaceae [4] (bao gồm cả Cumbia).
  - Chydenanthus Miers, coi là thuộc Barringtoniaceae[4].
  - Petersianthus Merr., coi là thuộc Barringtoniaceae[4], (bao gồm cả Combretodendron, Petersia).
  - Planchonia Blume, coi là thuộc Barringtoniaceae[4].
- Lecythidoideae:
  - Allantoma Miers (bao gồm cả Goeldinia).
  - Bertholletia Bonpl. (bao gồm cả Barthollesia).
  - Cariniana Casar. (bao gồm cả Amphoricarpus).
  - Corythophora R.Knuth.
  - Couratari Aubl. (bao gồm cả Curatari, Curataria, Lecythopsis).
  - Couroupita Aubl. (bao gồm cả Pontopidana).
  - Eschweilera Mart. ex DC. (bao gồm cả Jugastrum, Neohuberia).
  - Grias L..
  - Gustavia L. (bao gồm cả Japarandiba, Perigaria, Pirigara, Teichmeyeria).
  - Lecythis Loefl. (bao gồm cả Bergena, Cercophora, Chytroma, Holopyxidium, Pachylecythis, Sapucaya, Strailia).
- Napoleonaeoideae:
  - Crateranthus Baker f., incertae sedis theo Takhtadjan, thuộc họ Napoleonaeaceae cũ[4].
  - Napoleonaea P. Beauv., coi là thuộc Napoleonaeaceae[4], (bao gồm cả Belvisia, Napoleona).
- Scytopetaloideae:
  - Asteranthos Desf., coi là thuộc Asteranthaceae[4] (bao gồm cả Asteranthus). Quan hệ không chắc chắn.
  - Brazzeia Baillon. (bao gồm cả Erythropyxis, Erytropyxis, Pseudobrazzeia)
  - Oubanguia Baillon
  - Pierrina Engl.
  - Rhaptopetalum Oliv.
  - Scytopetalum Pierre ex Engl.

Theo GRIN thì các chi Brazzeia, Oubanguia, Pierrina, Rhaptopetalum tạo thành phân họ Rhaptopetaloideae.

## Hình ảnh
Lộc vừng hoa đỏ (Barringtonia acutangula) bên hồ Gươm:

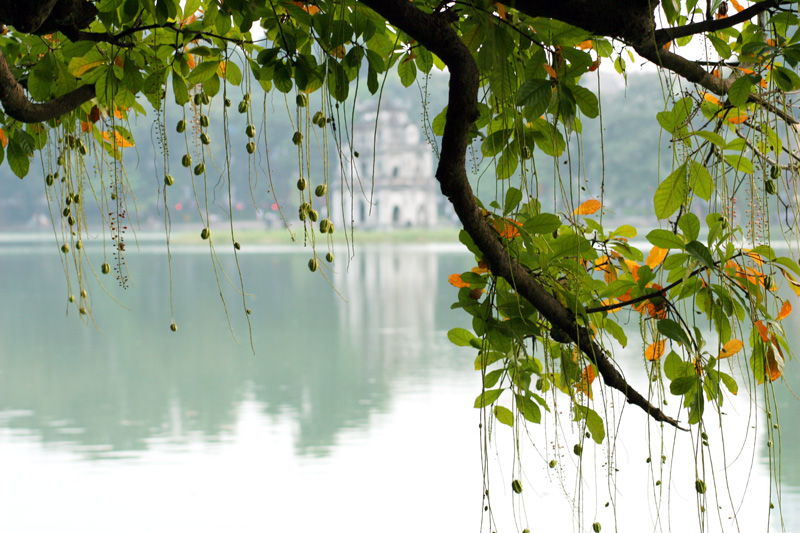
Cây lộc vừng bên hồ Gươm.
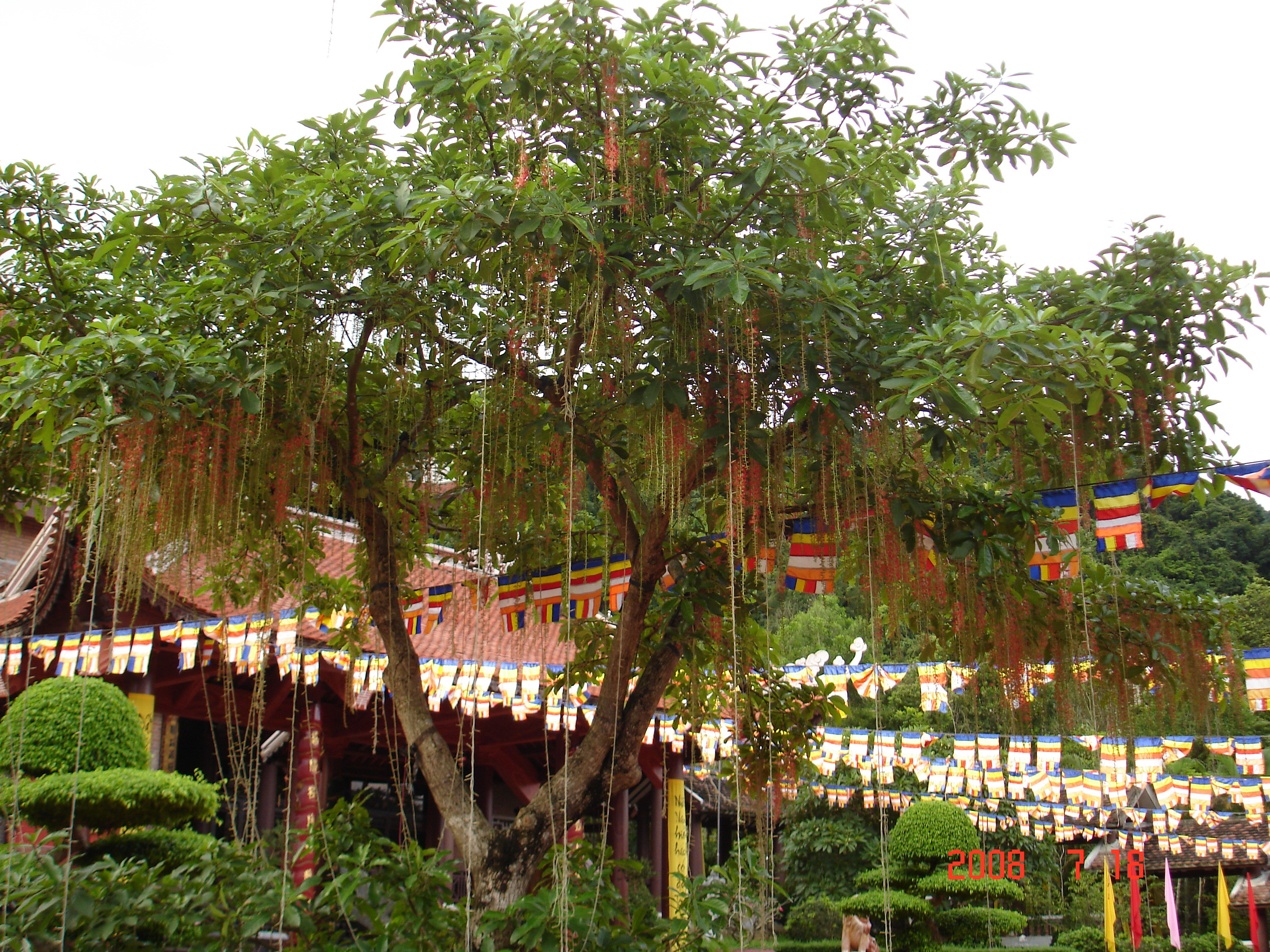
Một cây lộc vừng đang trổ hoa.
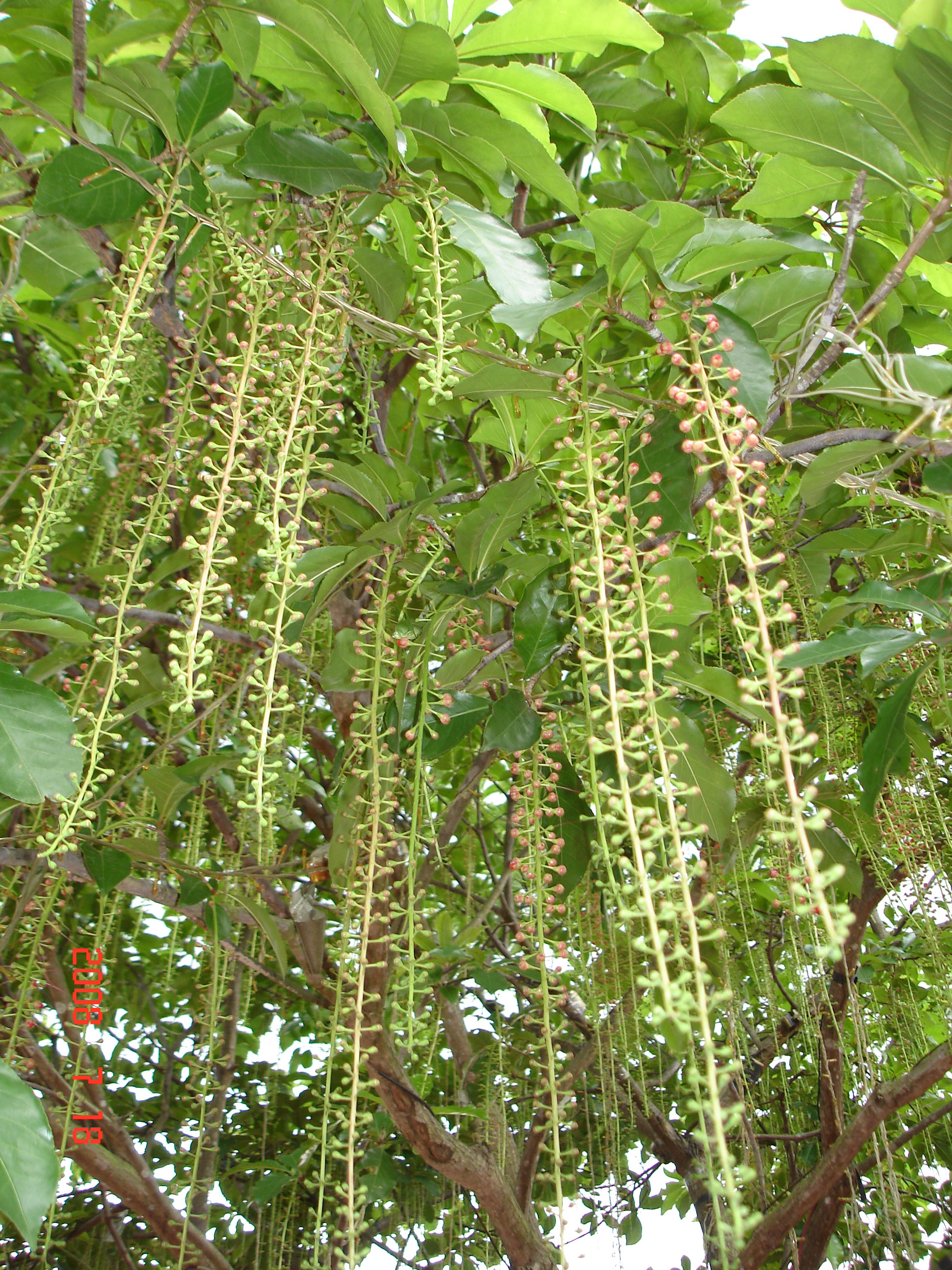
Hoa lộc vừng.